# Timo Herden
Timo Herden (* 16. November 1994 in Rosenheim) ist ein deutscher Eishockeytorwart, der seit der Saison 2018/19 bei den Bayreuth Tigers in der DEL2 unter Vertrag steht.
Der gebürtige Rosenheimer durchlief alle Jugendteams der Starbulls Rosenheim, kam in der Saison 2013/14 zu ersten Einsätzen in der DEL2 und avancierte zur Saison 2014/15 zum Stammtorhüter des ersten Herrenteams in der DEL2. Im Sommer 2017 folgte der Wechsel zur Düsseldorfer EG, für die er vier DEL-Partien absolvierte. Per Förderlizenz kamen fünf weitere Einsätze unter Petri Kujala bei den Roten Teufeln in Bad Nauheim dazu. Zur Saison 2018/19 wechselte Herden zu den Bayreuth Tigers in die DEL2, nachdem zunächst ein geplanter Wechsel zum SC Riessersee – wegen der dort durchgeführten Planinsolvenz – nicht zustande kam.

## Erfolge und Auszeichnungen
- 2015 Rookie des Jahres der DEL2[3]